# سازمان بین‌المللی کمیسیون‌های اوراق بهادار
| سازمان بین‌المللی کمیسیون‌های اوراق بهادار (IOSCO) | سازمان بین‌المللی کمیسیون‌های اوراق بهادار (IOSCO) |
| ------------------------------------------------ | ------------------------------------------------ |
| تعداد اعضا                                       | ۱۸۲ (۱۰۹ عادی، ۱۱ وابسته، ۶۲ مرتبط)              |
| رئیس                                             | پل اندروز                                        |
| راه‌اندازی                                        | ۱۹۸۳ (میلادی)                                    |
| زبان‌های رسمی                                     | انگلیسی، فرانسوی، اسپانیولی و پرتغالی            |
| دبیرخانه دائمی                                   | مادرید، اسپانیا                                  |
| وبگاه                                            | www.iosco.org                                    |

سازمان بین‌المللی کمیسیون‌های اوراق بهادار (آیسکو) یک انجمن از سازمان‌هایی است که برای بازارهای اوراق بهادار و قراردادهای آتی (فیوچرز) ضابطه‌گذاری می‌کنند و بر آن‌ها نظارت دارند.

## اعضا
اعضای آیسکو نوعاً «کمیسیون‌های اوراق بهادار» یا «نهادهای ناظر بازار سرمایه» هر کشور هستند. آیسکو دارای اعضایی از بیش از ۱۰۰ کشور جهان است؛ که آن‌ها بیش از ۹۰ درصد بازارهای اوراق بهادار جهان را تحت قانونگذاری و نظارت دارند. نقش آیسکو کمک کردن به اعضایش برای ترویج استانداردهای بالا در قانونگذاری و نظارت و عمل کردن به عنوان مجمعی (فروم) برای نهادهای ناظر به منظور هم‌کاری با یک‌دیگر و دیگر سازمان‌های بین‌المللی است.

## ساختار
آیسکو از شماری کارگروه (کمیته) تشکیل شده‌است که چند بار در سال در مکان‌های متفاوت سرتاسر جهان تشکیل جلسه می‌دهند. دبیرخانهٔ دائمی آیسکو در مادرید، اسپانیا واقع است. دبیرکل این نهاد پل اندروز از کشور ایالات متحده است و زبان‌های انگلیسی، فرانسوی، اسپانیولی، پرتغالی و عربی زبان‌های رسمی آن هستند.
سازمان بورس و اوراق بهادار ایران درتاریخ ۱۰ آذر ۱۳۹۷ عضو عادی آیسکو شد. این سازمان در حال حاضر علاوه بر چندین کارگروه، عضو کمیته منطقه‌ای خاورمیانه-آفریقا (AMERC)و بازارهای نوظهور (GEM) هم هست.